# Trujillo, Cáceres
Trujillo là một đô thị trong tỉnh Cáceres, Extremadura, Tây Ban Nha.

## Dân số
| 9,070 | 9,070 | 8,713 | 9,262 | 9,456 | 9,564 | 9,406 | 9,672 | 9,770 | 9,766 |

## Hình ảnh

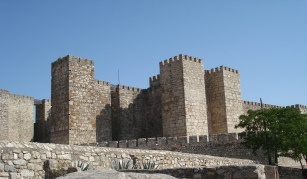
Castle
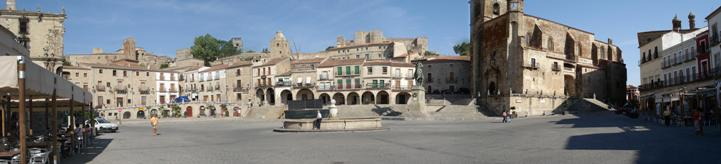
Panorama
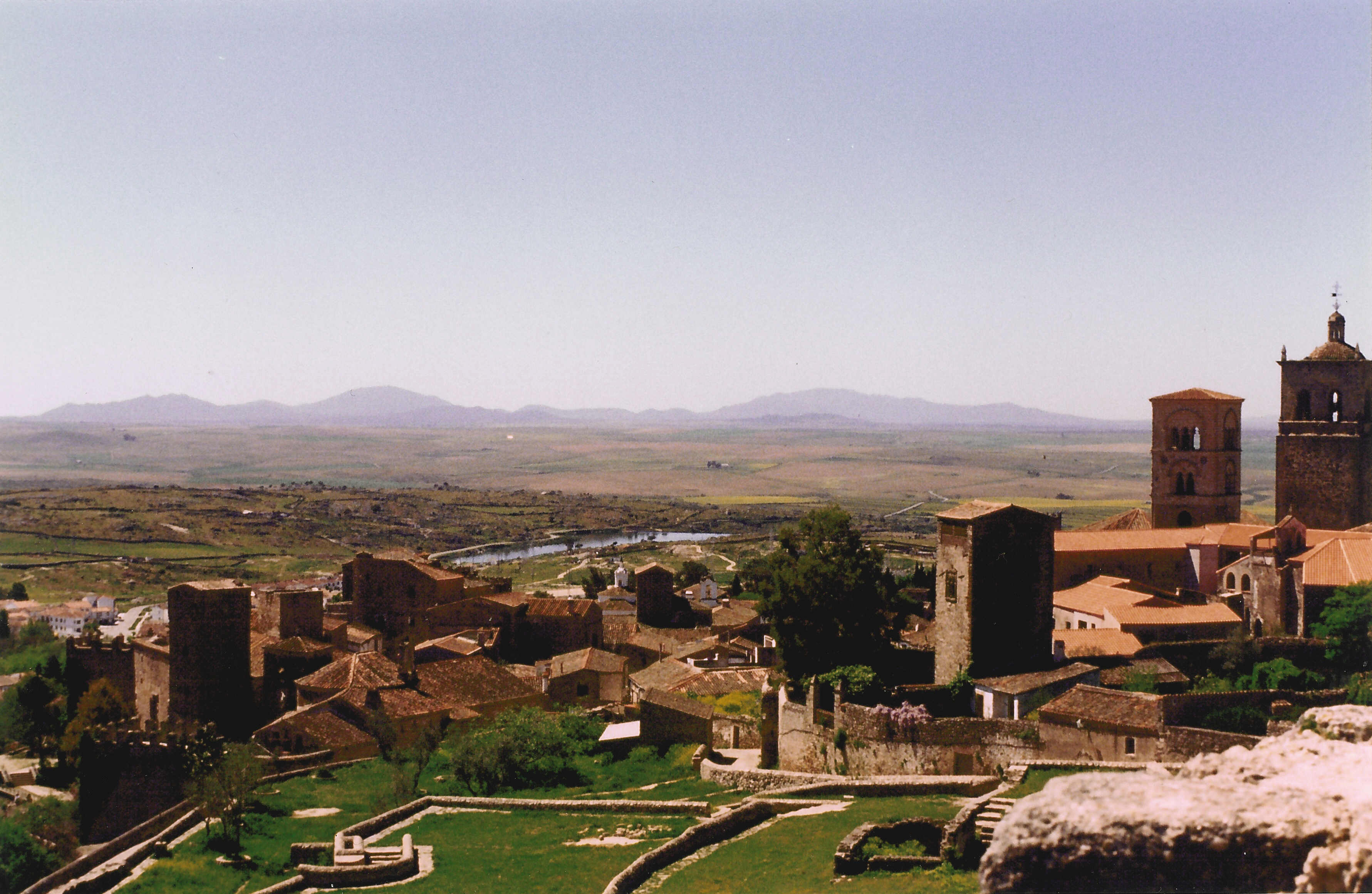
Church of Santa María la Mayor
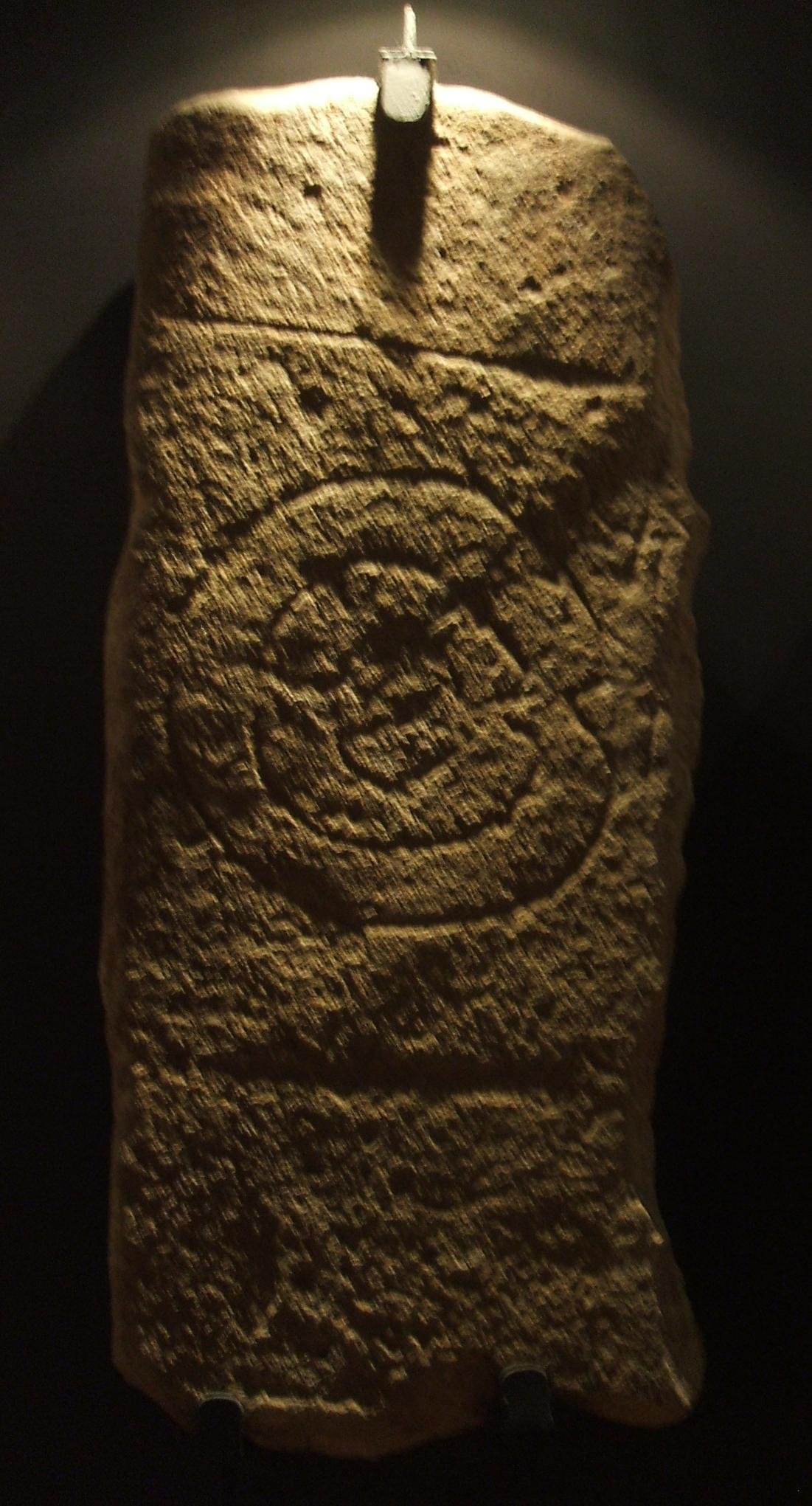
Decorated stele
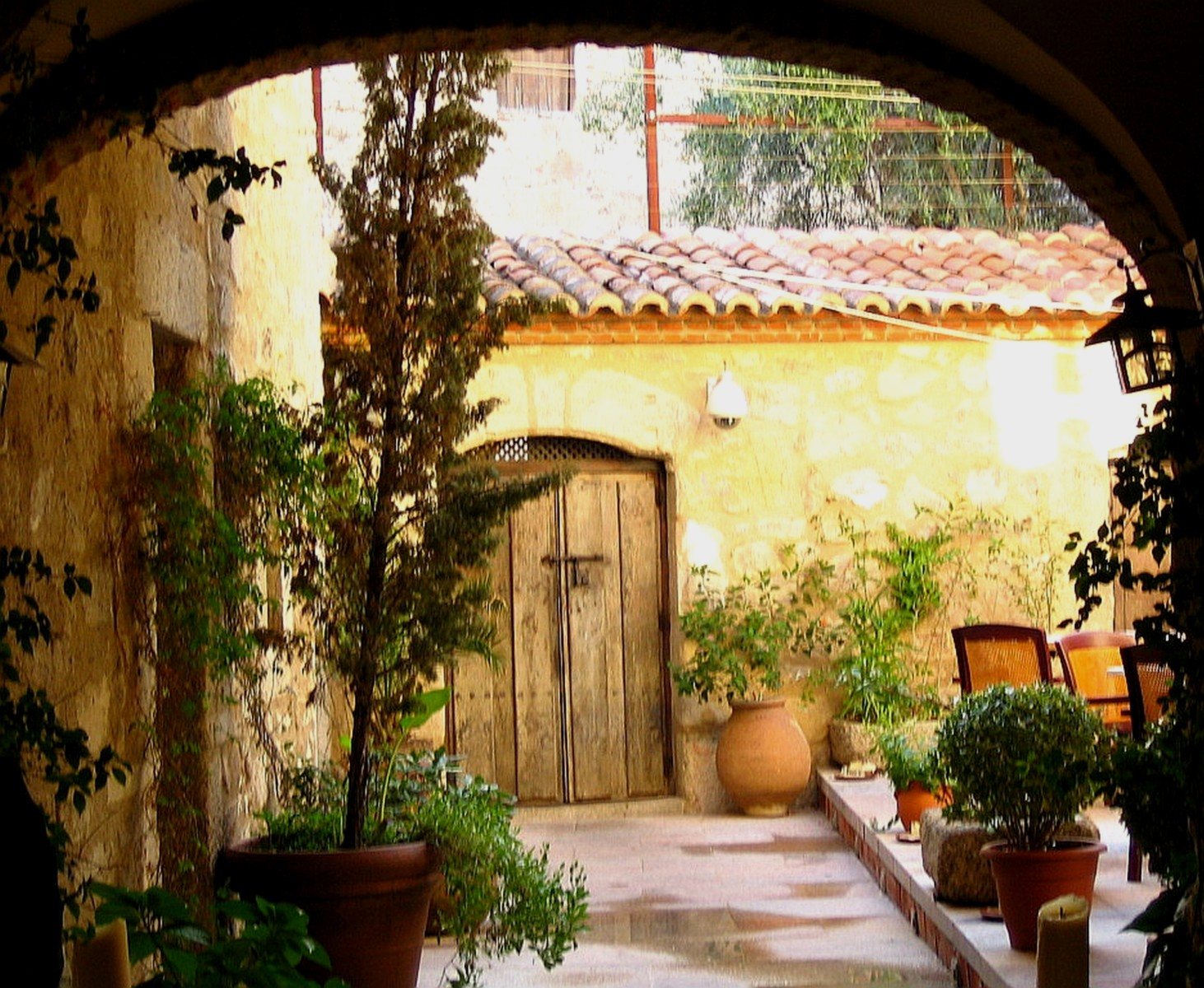
Patio
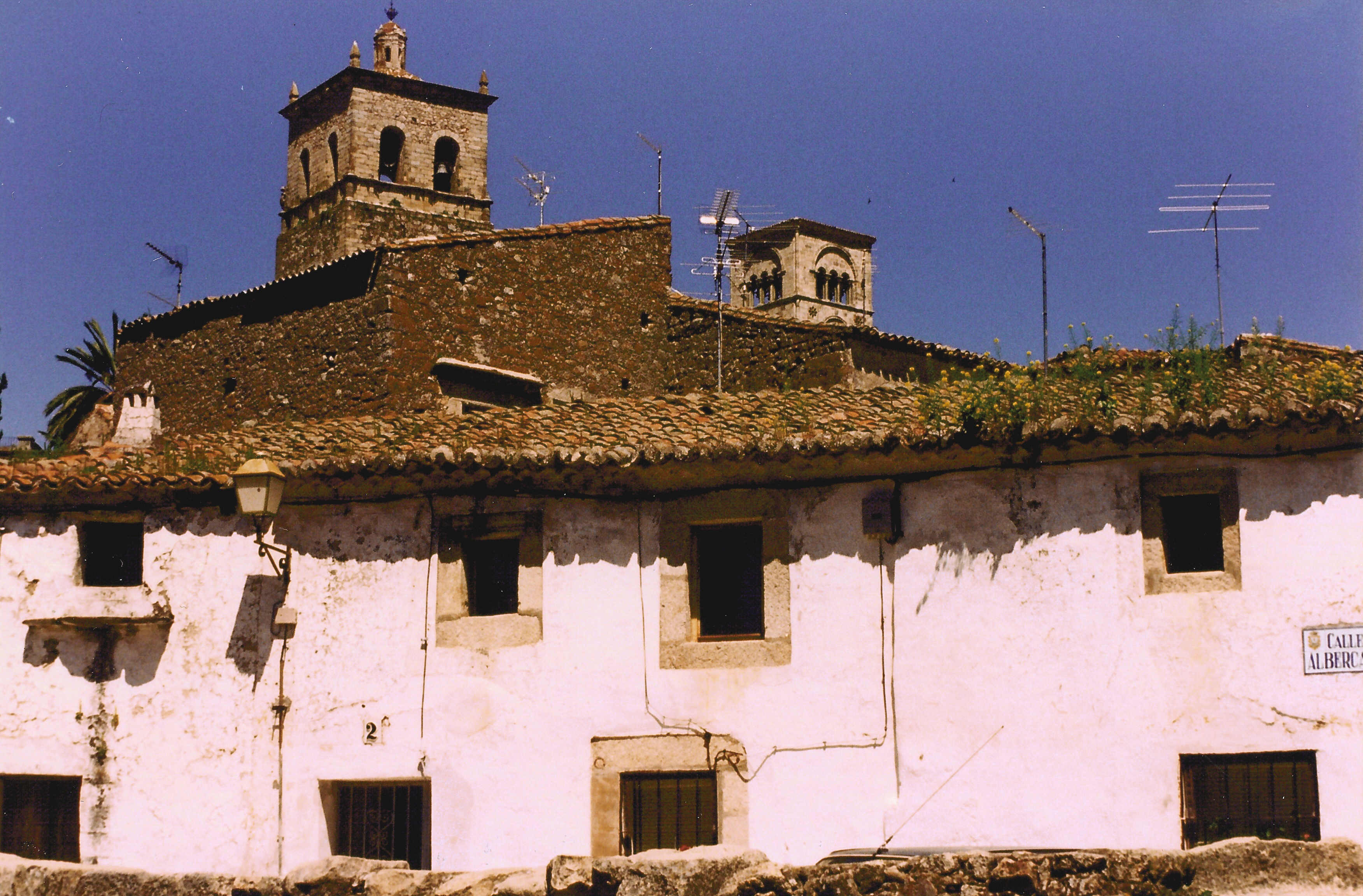
Calle Alberca (1996)
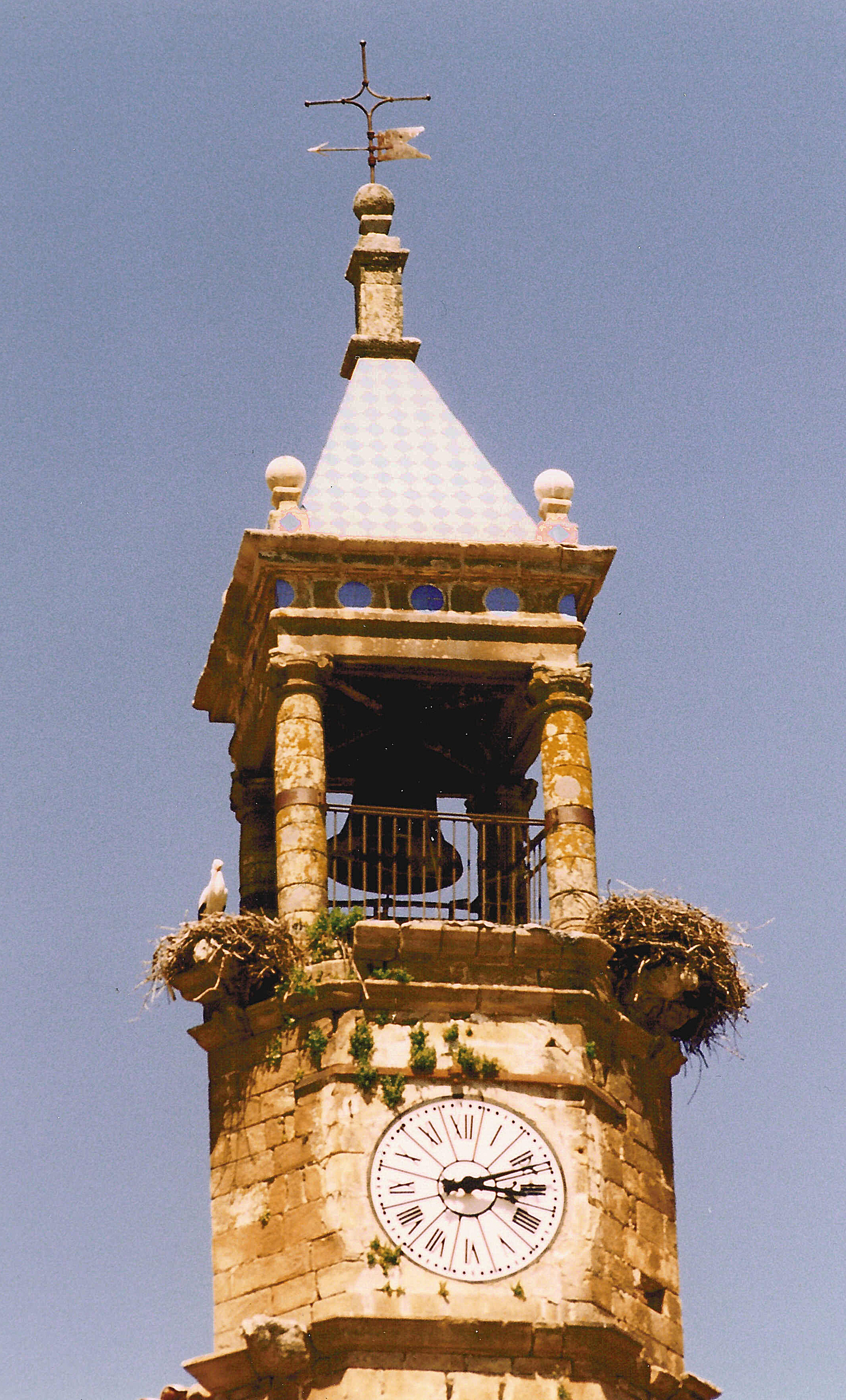
Bell of the tower of Plaza Mayor
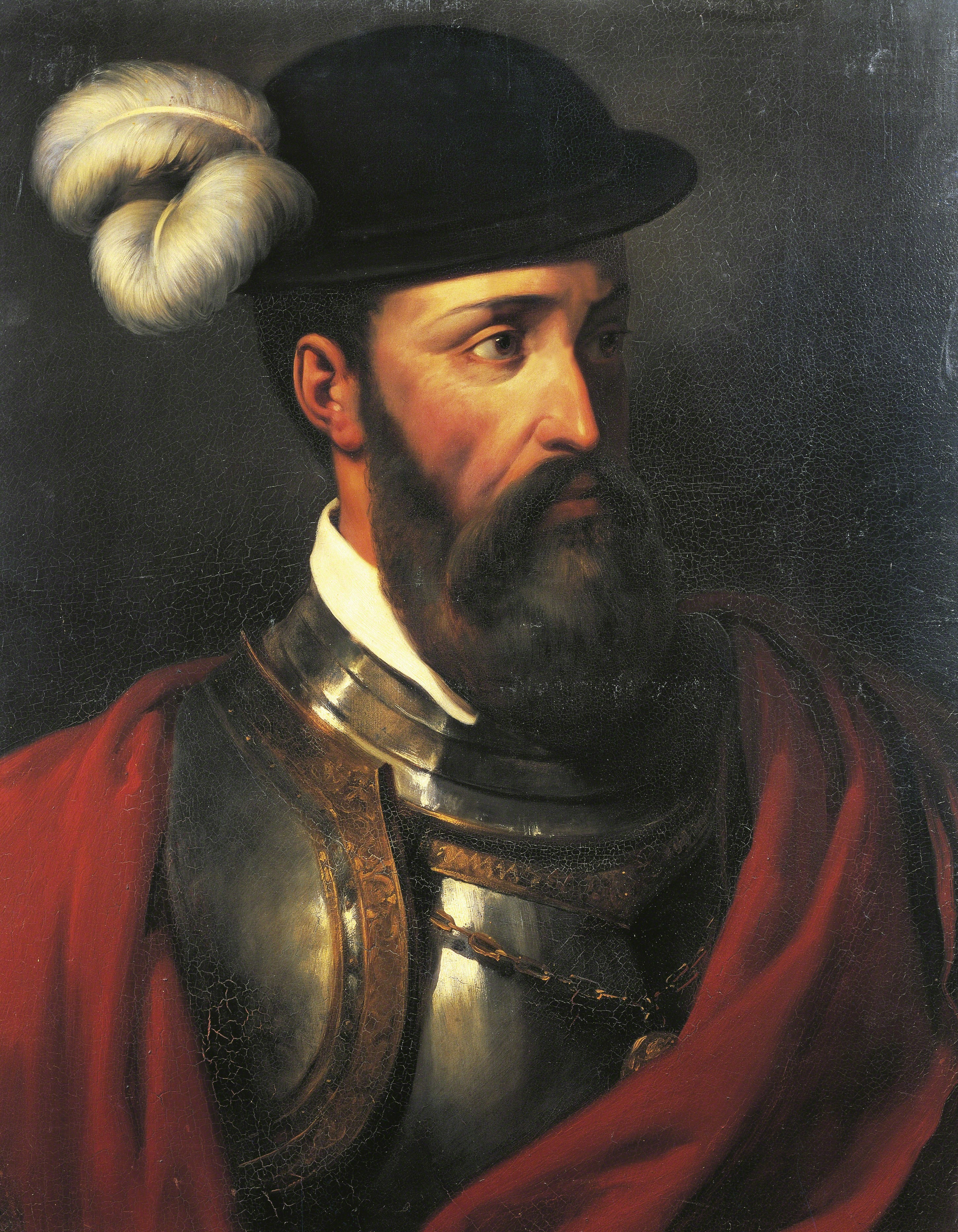
Francisco Pizarro
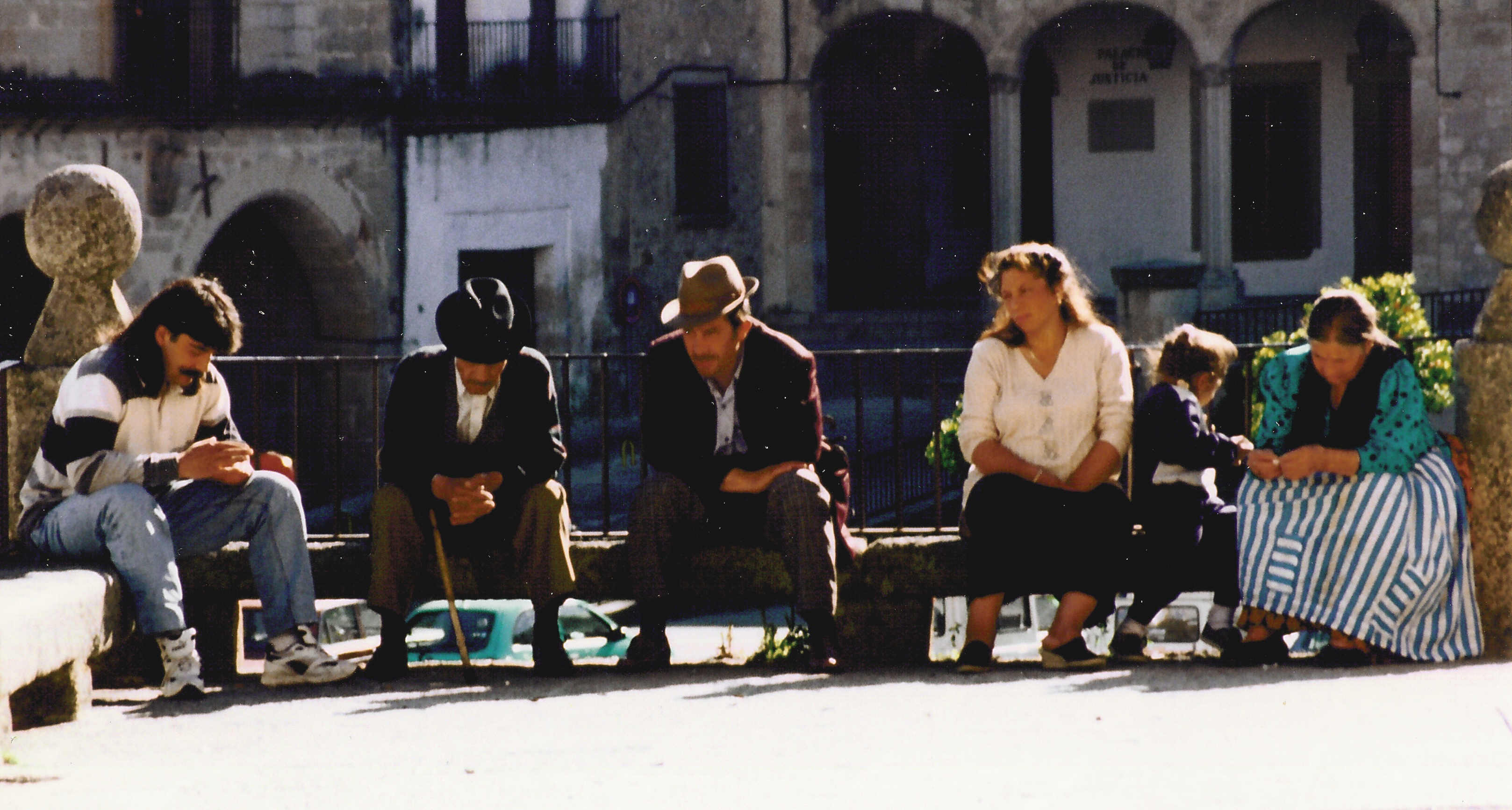
Gypsies in Trujillo